# Kit Downes

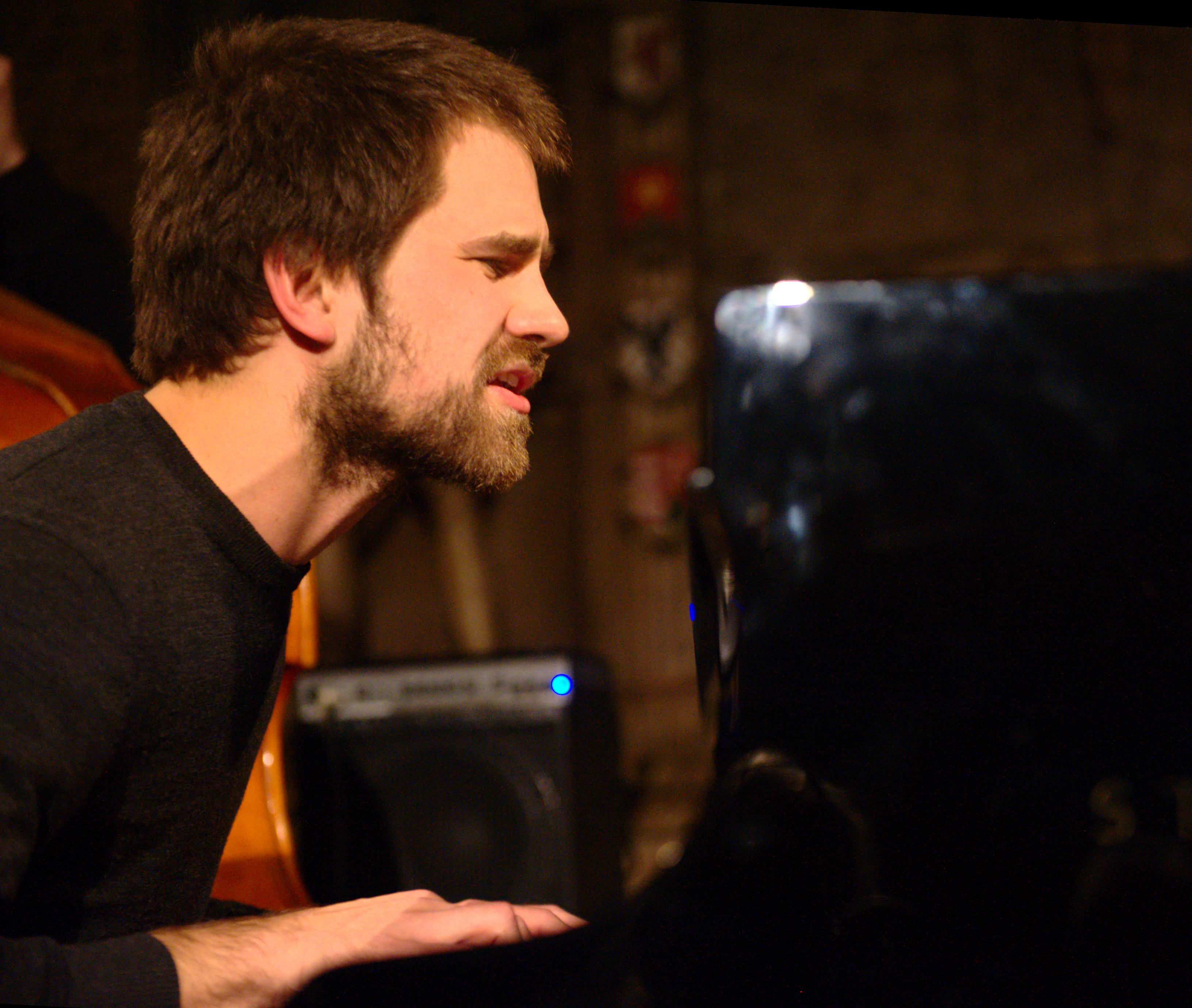
Kit Downes bei einem Konzert mit seinem Trio am 22. Januar 2016 in der Stadtkirche Darmstadt

Kit Downes (* 26. Mai 1986 in Norwich) ist ein britischer Jazzmusiker (Piano, Orgel, Keyboards).

## Leben und Wirken
Downes wurde an der King Edward VI Grammar School in Norwich, der Purcell School in Bushey, Hertfordshire und der Royal Academy of Music in London ausgebildet. Sein Trio gründete Downes in seinem ersten Jahr auf der Royal Academy, 2005. Mit der Band trat er seit 2008 bei diversen britischen Festivals auf. Zunächst wurde er aber als Mitglied von Empirical bekannt, auf deren gleichnamigen Debütalbum er tätig war, das 2007 sowohl von Jazzwise als auch von Mojo als Album des Jahres gefeiert wurde. Mit dieser Band trat er auf dem North Sea Jazz Festival ebenso auf wie beim JVC Festival New York und dem Vancouver Jazz Festival.
Seit 2009 betreibt er als zweites Trio die kollaborative Gruppe Troyka, in der er Orgel und weitere Keyboards spielt, gemeinsam mit dem Gitarristen Chris Montague und dem Schlagzeuger Joshua Blackmore. Mit Troyka legte er drei Alben vor, die zwischen Progressive Rock, Minimalismus und Jazz angesiedelt sind sowie ein Album in größerer Formation, das Troykestra.
Ebenfalls 2009 erschien das erste Album seines Klaviertrios mit dem Bassisten Calum Gourlay und Drummer James Maddren. 2018 veröffentlichte er sein Album Obsidian bei ECM, eine Sammlung von Solowerken für Kirchenorgel. Im Folgejahr folgte dort im Trio mit Petter Eldh und James Maddren das Album Enemy, dem später weitere kollaborative Alben in gleicher Besetzung folgten. Das Album Dreamlife of Debris fokussierte wieder auf die Orgel, stellte sie aber in einen größeren Kontext (mit verschiedenen musikalischen Partnern). Mit Gitarrist Reinier Baas und Schlagzeuger Jonas Burgwinkel betreibt er zudem das Orgeltrio Deadeye. In Pablo Helds Buoyancy Band spielte er 2018 beim Jazzfest Bonn und 2022 bei JazzBaltica.
Weiterhin arbeitete Downes mit Julian Argüelles (Tetra, 2015), Stan Sulzmann, Sam Crockatt und Clark Tracey, Joe Locke, Gilad Atzmon, Gerard Presencer, Iain Ballamy, Stan Sulzmann, Sam Crockatt und Clark Tracey, Joe Locke, Gilad Atzmon, Gerard Presencer, Iain Ballamy, Sarah Gillespie, Peter Ind, Gwyneth Herbert, John Warren, Acoustic Ladyland, Nostalgia 77, Dennis Rollins’ Badbone, Sylvain Darrifourcq, Benny Greb, Squarepusher, Hayden Chisholm/PJV, Thomas Strønen und Veronika Morscher. Auch interpretierte er Werke des Komponisten Max de Wardener für Klaviere in besonderen Stimmungen. Zu hören ist er u. a. auch auf Petter Eldhs Koma-Saxo-Album Koma West (2022), Lucia Cadotschs Aki und Sebastian Rochfords A Short Diary (2023).
Downes war mit der Bassistin Ruth Goller verheiratet.

## Preise und Auszeichnungen
2008 gewann Downes den BBC Jazz Award und 2010 den British Jazz Award in der Kategorie „Rising Star“. 2009 wurde er mit dem Yamaha Jazz Scholarship Award ausgezeichnet. 2025 erhielt er den Deutschen Jazzpreis in der Kategorie „Piano/Tasteninstrumente.“

## Diskographische Hinweise
- Troyka (Edition, 2008–09)
- Keith Downes/Tom Cawley Homely (Impure, 2009)
- Golden (Basho 2009)
- Neon Quartet Catch Me (Edition, 2010; mit Stan Sulzmann, Jim Hart, Tim Giles)
- Quiet Tiger (Basho, 2011)
- Troyka Moxxy (Edition 2012)
- Light from Old Stars (Basho, 2013, mit James Allsopp, Lucy Railton, Calum Gourlay, James Maddren)
- Kit Downes/Tom Challenger Wedding March (Loop, 2013)
- Little Moon Man (2013, solo)[8]
- Troykestra Live at the 2013 Cheltenham Jazz Festival (Impossible Ark, 2013; mit Chris Montague, Joshua Blackmore, Reuben Fowler, Alex Bonney, Noel Langley, Imogen Hancock, Kieran Stickle McLeod, Patrick Hayes, Tom Green, Courtney Brown Bass, Mike Chillingworth, Nadim Teimoori, Sam Miles, James Allsop, Sam Rapley, Louis van der Westhuizen, Ralph Hero Wyld)
- Troyka Ornithophobia (Naim, 2013)
- Dreamlife of Debris (ECM, 2019, mit Tom Challenger, Lucy Railton, Stian Westerhus, Sebastian Rochford)[9]
- Max de Wardener, Music for Detuned Pianos, performed by Kit Downes (Village Green, 2020)
- Vermillion (ECM, 2022)
- Kit Downes, John Edwards, Andrew Lisle: Multi-Directional (RawTonk Records, 2022)
- Shadowland: Ombres (BMC Records 2024, mit Robin Fincker, Lauren Kinsella)
- Bill Frisell / Andrew Cyrille / Kit Downes: Breaking the Shell (2024)